# Muzeum Zerwanych Związków
Muzeum Zerwanych Związków (chorw. Muzej prekinutih veza) – muzeum w Zagrzebiu założone przez byłą parę – producentkę filmową, Olinkę Višticę i projektanta wnętrz Dražena Grubišicia. W 2011 roku otrzymało nagrodę Kennetha Hudsona przyznawaną przez Europejskie Forum Muzeów.

## Historia
Pomysł na ekspozycję powstał w 2003 roku, gdy po 4 latach bycia razem Olinka Vištica i Dražen Grubišić rozstali się. Zastanawiali się co zrobić z pozostałymi po związku pamiątkami. W 2006 roku powstała wystawa, na której znalazły się również eksponaty podarowane przez znajomych pary. Początkowo miała to być wystawa tymczasowa, ale w 2010 roku muzeum znalazło swoje stałe miejsce w Zagrzebiu. W 2015 roku muzeum odwiedziło 70 000 zwiedzających. W 2016 roku John B. Quinn założył podobne muzeum w Los Angeles, które od listopada 2017 jest zamknięte.

## Zbiory
Na kolekcję składają się zbiory podarowane przez darczyńców: zwrócony pierścionek zaręczynowy, pamiątki ze wspólnych podróży, miłosne liściki. Część ekspozycji w formie wystawy czasowej jest pokazywana na świecie, m.in. w Meksyku, Bośni i Hercegowinie, Niemczech, Serbii, Słowenii, Singapurze, RPA, Turcji, Wielkiej Brytanii, USA, na Filipinach i w Japonii. Wystawa jest zmieniana co dwa lata, aby pokazać jak najwięcej ciekawych historii, bo kolekcja wciąż się powiększa. Eksponaty są zbierane również w miastach, w których jest pokazywana wystawa czasowa.

## Lokalizacja
Muzeum mieści się barokowym pałacu Kulmer na Górnym Mieście, w historycznej części Zagrzebia na ulicy Cyryla i Metodego 2.

## Nagrody
W 2011 roku muzeum otrzymało nagrodę Kennetha Hudsona przyznawaną przez Europejskie Forum Muzeów. Nagroda nazwana imieniem założyciela Europejskiego Forum Muzeów (European Museum Forum) jest przyznawana od 2011 roku za inicjatywy, które zmieniają tradycyjne postrzeganiu roli muzeum w społeczeństwie. 